# Oxypetalum dombeyanum
Oxypetalum dombeyanum är en oleanderväxtart som beskrevs av Joseph Decaisne. Oxypetalum dombeyanum ingår i släktet Oxypetalum och familjen oleanderväxter. Inga underarter finns listade i Catalogue of Life.